# Крупенца
Крупенца — река, протекающая по территории Борисовского сельского поселения Бабаевского района Вологодской области России, правый приток Колпи.
Берёт исток в болотистой местности недалеко от границы с Ленинградской областью, течёт на юг и впадает в Колпь в 183 км от её устья, в 6 км выше деревни Плоское. Длина реки составляет 23 км. Населённых пунктов на берегах и крупных притоков нет.

## Данные водного реестра
По данным государственного водного реестра России относится к Верхневолжскому бассейновому округу, водохозяйственный участок реки — Суда от истока и до устья, речной подбассейн реки — Реки бассейна Рыбинского водохранилища. Речной бассейн реки — (Верхняя) Волга до Куйбышевского водохранилища (без бассейна Оки).
Код объекта в государственном водном реестре — 08010200212110000007678.